# Battaglia di Lugdunum
La battaglia di Lugdunum fu combattuta il 19 febbraio 197, a Lugdunum (l'odierna Lione, Francia) tra l'esercito romano di Settimio Severo e quello di Clodio Albino. La vittoria conseguita da Settimio Severo e la morte di Clodio Albino misero fine alla guerra civile romana del 193-197 e fece di Severo l'unico imperatore dell'Impero romano.

## Contesto storico
Dopo la morte di Commodo (192) e dei suoi due successori Pertinace (193) e Didio Giuliano (193), tre generali romani si contendevano il trono: Clodio Albino, con le truppe della Britannia, Pescennio Nigro, con quelle d'oriente (9 legioni) e Settimio Severo che si trovava in Pannonia. Quest'ultimo giunse per primo a Roma e, con l'appoggio dei pretoriani, ne divenne imperatore. Ma anche gli altri due generali volevano tale nomina, minacciando l'Impero (provato dalle follie di Commodo, dalle minacce barbariche e dalla peste appena conclusasi) di una terribile guerra civile.
Alleatosi temporaneamente con Clodio Albino, al quale riconobbe il titolo di Cesare, Settimio Severo iniziò la sua campagna militare contro Pescennio Nigro, sostenuto persino dal re dei Parti Vologese V. Dopo un'iniziale sconfitta, Settimio riuscì a sbaragliare le truppe di Nigro (battaglia di Isso, 194), costringendolo a rifugiarsi tra i Parti, ma prima che superasse l'Eufrate fu raggiunto e ucciso (195). Dopo l'eliminazione di Nigro, Settimio Severo si voltò contro Albino.

### Casus belli

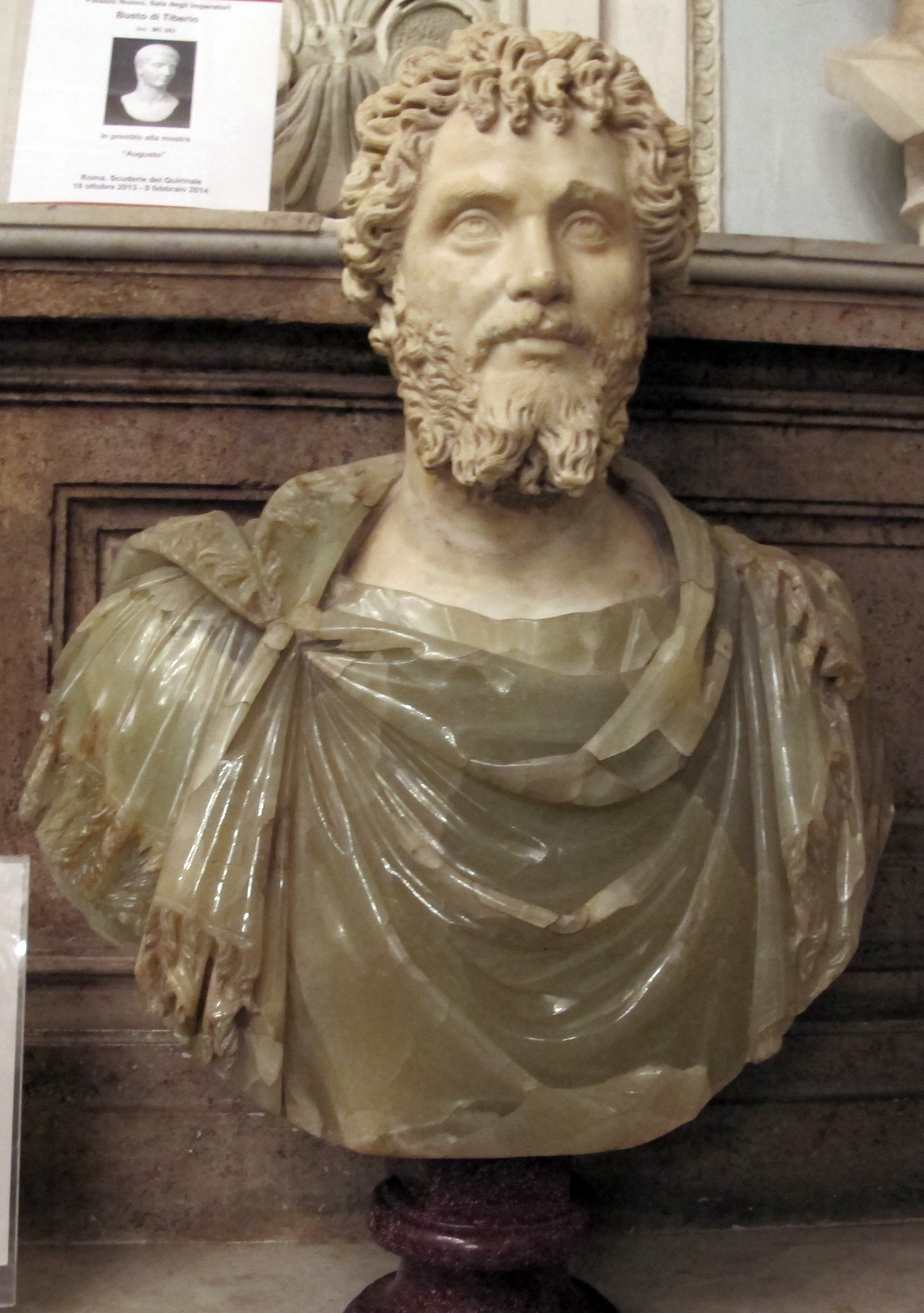
Busto di Settimio Severo (Musei Capitolini, Roma)

Decimo Clodio Settimio Albino, preoccupato di come le cose stessero evolvendosi a suo danno, si ribellò a Settimio Severo (196), forte dell'appoggio di una frangia di 29 senatori guidati da Sulpiciano, del governatore della Hispania Tarraconensis, Lucio Novio Rufo e delle legioni di Britannia (II Augusto, VI Victrix e XX Valeria Victrix), Gallia Lugdunensis (coorte di stanza a Lugdunum) e Hispania Tarraconensis (Legio VII Gemina). Attraversò la Manica e pose il proprio quartier generale a Lugdunum.
Temendo che Settimio Severo lo attaccasse con un esercito più grande, cercò di guadagnarsi la fiducia delle legioni della Germania, ma non riuscendoci fu costretto a battersi contro un esercito mandatogli contro da Virio Lupo, governatore della Germania Inferiore (l'esercito di Clodio era probabilmente formato dagli ausiliari sarmati della Legio VI Victrix). Questo primo scontro si concluse con la sua vittoria, di certo non decisiva, poiché Settimio Severo, che nel frattempo era ritornato a Roma, aveva già iniziato a raccogliere un esercito per sconfiggerlo.
Clodio Albino cercò allora di prenderlo di sorpresa, mandando un distaccamento a invadere l'Italia, ma questa mossa si rivelò sbagliata, poiché Settimio aveva già provveduto a proteggere i passi alpini e, a metà dell'inverno del 196-197, arrivò di persona a guidare il suo esercito alla conquista della Gallia. Dopo uno scontro avvenuto nei pressi di Tinurtium (l'attuale Tournus, 60 miglia a nord di Lugdunum), conclusosi a favore di Severo, l'africano marciò verso il quartier generale di Albino, posto a Lugdunum.

## Forze in campo
Secondo quanto ci raccontano le fonti, le armate che si scontrarono ammontavano a 150000 armati complessivi. E se da una parte Albino poteva disporre di circa 50000 soldati dalla sola provincia di Britannia, tra legioni (15000) e truppe ausiliarie (35000), a questi poteva aggiungersi l'esiguo esercito della Tarraconensis (10000 armati), per un totale di 60000 armati. Non tutti potevano però essere trasferiti in Gallia, lasciando sguarnito il vallo di Adriano. Al contrario, Severo poteva disporre dell'intero esercito presente sul limes renano e danubiano (200000 armati), quindi più numeroso.
Tra legionari e ausiliari l'impero romano in questo periodo raggiunse quasi le 450000 unità complessive, con ben 33 legioni (pari a 182000 legionari) e oltre a 400 unità ausiliarie (pari a 250000 ausiliari, di cui almeno 75000 armati a cavallo circa). Questa cifra, però, dopo le guerre civili, le guerre di difesa (dai barbari e dai Parti) e la peste è probabile che si sia molto ridimensionata: se escludiamo per questa battaglie le forze in stanza nelle province africane e orientali (troppo pericoloso lasciare sguarniti quei settori e inoltre ci sarebbero voluti mesi per far giungere in Gallia quelle truppe), dobbiamo considerare solo le truppe che si trovavano nella frontiera del Reno, del Danubio, della Britannia e quelle più interne della Spagna. Se consideriamo che è molto improbabile che i due generali abbiano svuotato le frontiere per il loro scontro o abbiano arruolato decine di migliaia di mercenari germani, si scopre che le cifre sono esagerate; è più probabile infatti che fossero schierati 120000/140000 uomini in tutto.

## Battaglia

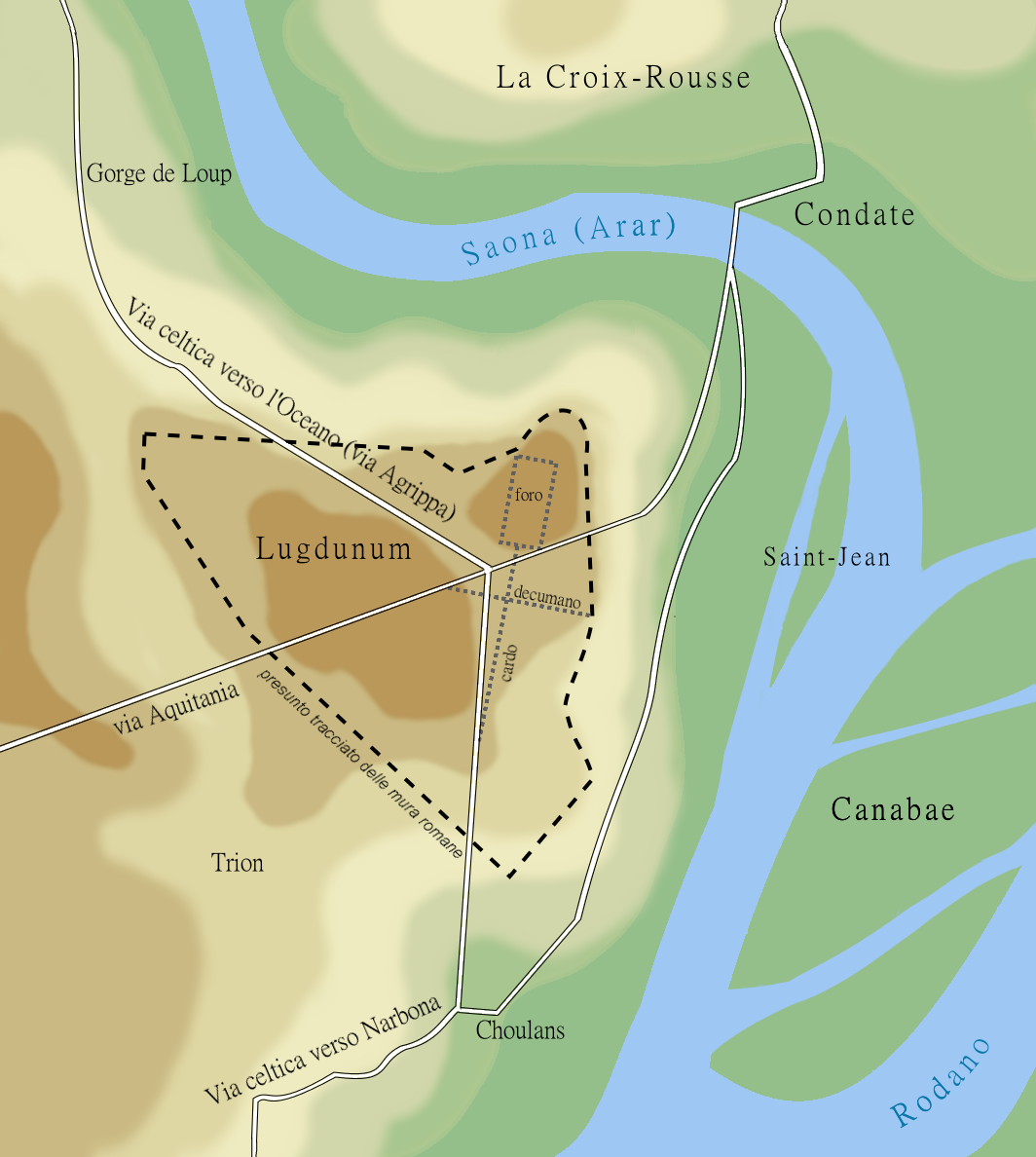
Il territorio circostante la colonia romana di Lugdunum sul colle di Fourvière, non molto distante dai fiumi Saona e Rodano

La battaglia ebbe luogo all'estremità del pianoro di Dombes, ai piedi dei Monts d'Or, o sul pianoro ad ovest della città, dove ora sorge Tassin-la-Demi-Lune.
Ebbe inizio il 19 febbraio 197, con una mossa a sorpresa di Severo. Egli, infatti, avanzò con l'ala destra per poi ripiegare, inseguito dalla cavalleria sarmata, attirando quest'ultima in un'imboscata e distruggendola completamente, in una zona di trincee nascoste.
Dopo questo primo successo Severo guidò l'avanzata della sua ala sinistra, insieme ai generali Claudio Claudiano, Mario Massimo, Tiberio Claudio Candido e Fulvio Plauziano. L'attacco non ebbe esito positivo, tanto che lo stesso imperatore africano fu disarcionato dal suo cavallo. Dopo due giorni di combattimenti incerti per il valore dei soldati di entrambe le parti, Giulio Leto, comandante della cavalleria imperiale, attaccò i fianchi delle legioni avversarie, sfondandone le linee. Cedette infatti l'ala sinistra di Albino. Sentendosi perduto, Clodio Albino preferì correre al proprio accampamento, per poi suicidarsi con la propria spada. Della sua morte ne parla anche la Historia Augusta, che racconta:
(Historia Augusta, Clodius Albinus, 9.3-4.)

## Conseguenze
Nel frattempo i legionari di Severo inseguirono i soldati di Albino fino alle mura della città, vi penetrarono e massacrarono i nemici nel punto in cui la Saona confluisce nel Rodano, dove non potevano più fuggire. Lugdunum fu punita e saccheggiata per aver sostenuto Albino e non riuscì più a riprendersi nei secoli successivi. Si racconta poi che Severo fece tagliare la testa di Albino e la inviò su una picca a Roma, come monito a chi lo aveva sostenuto, tra cui Sulpiciano, il suocero di Pertinace, e molti senatori che avevano colmato di onori molti membri della sua famiglia ed in particolare il fratello. Il corpo di Albino rimase parecchi giorni davanti al quartier generale di Severo fino a mandare fetore, fino a quando, una volta straziato dai cani, fu gettato nelle acque del fiume. I suoi figli (uno secondo alcuni o due secondo altri) in un primo momento furono perdonati, ma poi anch'essi decapitati insieme alla loro madre e gettati nel fiume Rodano.
Claudio Candido fu inviato nella Spagna Tarraconensis a sostituire il governatore che si era schierato dalla parte di Albino. Severo riuscì a battere l'ultimo dei suoi rivali ed ebbe campo libero per poter governare da solo e fondare una nuova dinastia, quella dei Severi.